# Dolomiti del Cadore e del Comelico
Dolomiti del Cadore e del Comelico este o arie protejată (arie de protecție specială avifaunistică — SPA) din Italia întinsă pe o suprafață de 70.396 ha, integral pe uscat.

## Localizare
Centrul sitului Dolomiti del Cadore e del Comelico este situat la coordonatele 46°26′03″N 12°28′16″E / 46.434095°N 12.470987°E.

## Înființare
Situl Dolomiti del Cadore e del Comelico a fost declarat arie de protecție specială avifaunistică în februarie 2005 pentru a proteja 1 specie de plante și 40 de specii de animale.

## Biodiversitate
Situată în ecoregiunea alpină, aria protejată conține 32 de habitate naturale: Pajiști alpine și boreale, Păduri alpine de Larix decidua și/sau Pinus cembra, Mlaștini turboase de tranziție și turbării mișcătoare, Pante stâncoase calcaroase cu vegetație casmofită, Pajiști alpine și subalpine calcaroase, Păduri ilirice de Fagus sylvatica (Aremonio-Fagion), Grohotișuri silicioase de la nivelul montan până la nivelul zăpezii (Androsacetalia alpinae și Galeopsietalia ladani), Mlaștini alcaline, Fânețe de joasă altitudine (Alopecurus pratensis, Sanguisorba officinalis), Turbării active, Tufărișuri subarctice cu Salix spp., Pajiști uscate seminaturale și facies de acoperire cu tufișuri pe substraturi calcaroase (Festuco-Brometalia) (* situri importante pentru orhidee), Păduri de fag din Europa Centrală dezvoltate pe sol calcaros cu Cephalanthero-Fagion, Păduri de pin (sub-) mediteraneene cu pini negri endemici, Râuri de munte și vegetația erbacee de pe malurile acestora, Formațiuni pioniere alpine de Caricion bicoloris-atrofuscae, Fânețe montane, Râuri de munte și vegetația lor lemnoasă cu Salix elaeagnos, Pante stâncoase silicioase cu vegetație casmofită, Pajiști boreale și alpine pe substrat silicios, Depresiuni pe substraturi de turbă de Rhynchosporion, Păduri de fag Asperulo-Fagetum, Grohotișuri calcaroase și de șisturi calcaroase de la nivelul montan până la nivelul alpin (Thlaspietea rotundifolii), Pajiști cu Molinia pe soluri calcaroase, turboase sau argilos-nămoloase (Molinion caeruleae), Păduri acidofile de Picea de la nivel montan la nivel alpin (Vaccinio-Piceetea), Formațiuni ierboase bogate în specii de Nardus, dezvoltate pe substraturi silicioase în zone montane (și în zone submontane, în Europa continentală), Păduri pe pante, grohotișuri și ravene de Tilio-Acerion, Lespezi calcaroase, Tufărișuri cu Pinus mugo și Rhododendron hirsutum (Mugo-Rhododendretum hirsuti), Râuri de munte și vegetația lor lemnoasă cu Myricaria germanica, Mlaștini împădurite, Liziere de ierburi înalte hidrofile de câmpie și de nivel montan până la alpin.
La baza desemnării sitului se află mai multe specii protejate:
- plante (1): papucul doamnei (Cypripedium calceolus)
- păsări (36): uliu porumbar (Accipiter gentilis), uliu păsărar (Accipiter nisus), minunița (Aegolius funereus), potârnichea de stâncă (Alectoris graeca saxatilis), fâsă de pădure (Anthus spinoletta), acvilă de munte (Aquila chrysaetos), cocoșul de mesteacăn (Bonasa bonasia), buha (Bubo bubo), șorecarul comun (Buteo buteo), caprimulg (Caprimulgus europaeus), cojoaica de pădure (Certhia familiaris), mierla de apă (Cinclus cinclus), cristeiul de câmp (Crex crex), ciocănitoare neagră (Dryocopus martius), Eudromias morinellus, șoim călător (Falco peregrinus), ciuvică (Glaucidium passerinum), vulturul pleșuv sur (Gyps fulvus), Lagopus muta helvetica, pițigoi moțat (Lophophanes cristatus), forfecuță gălbuie (Loxia curvirostra), Lyrurus tetrix tetrix, gaia neagră (Milvus migrans), cinghiță alpină (Montifringilla nivalis), alunar (Nucifraga caryocatactes), pițigoi de brădet (Periparus ater), viespar (Pernis apivorus), ciocănitoare de munte (Picoides tridactylus), ciocănitoare verzuie (Picus canus), pițigoi de munte (Poecile montanus), brumăriță de pădure (Prunella modularis), Ptyonoprogne rupestris, stăncuță alpină (Pyrrhocorax graculus), Tachymarptis melba,  cocoș de munte (Tetrao urogallus), mierlă gulerată (Turdus torquatus)
- amfibieni (1): izvoraș-cu-burta-galbenă (Bombina variegata)
- mamifere (2): râs eurasiatic (Lynx lynx), urs brun (Ursus arctos)
- nevertebrate (1): erebia calcarius (Erebia calcaria)

Pe lângă speciile protejate, pe teritoriul sitului au mai fost identificate 48 de specii de plante, 4 specii de amfibieni, 12 specii de mamifere, 4 specii de reptile.